# 黛比·吉布森
黛比·吉布森（英語：Debbie Gibson，1970年8月31日—），本名黛勃拉·吉布森（Deborah Gibson），出生於紐約布魯克林，是一名美國創作型女歌手與女演員，活躍於1980年代後期至1990年代初期美國樂壇，為當時最受歡迎的青少年偶像之一。2012年她更被滾石雜誌遴選為代表1988年的青少年偶像。也有參與舞台劇或電視影集客串演出。黛比·吉布森的全美冠軍歌曲有〈Foolish Beat〉和〈Lost In Your Eyes〉等。

## 演藝生涯

### 音樂天份
出生於紐約的黛比·吉布森自幼學習鋼琴，她對於詞曲創作方面相當有天份，16歲就因音樂天份受大西洋唱片（Atlantic Records）公司賞識而簽下唱片合約。大西洋唱片公司在簽下黛比·吉布森之後，公司方面即派專業老師教導她唱片製作相關技能，她會自己寫詞作曲，又學會了專輯錄製相關工作，因此唱片公司破天荒的讓一個高中生擔任整張專輯的製作人之一。

### 初試啼聲
1986年12月16日，黛比·吉布森先推出首張個人單曲〈Only In My Dreams〉，沒想到單曲推出之後市場上的反應卻是靜悄悄宛如一池死水，一直到1987年5月10日已將近半年後，這首節奏輕快的舞曲才擠進告示牌單曲榜，進榜首週成績僅第93名，一直停滯不前的成績終於在公司安排黛比·吉布森展開唱片宣傳工作之後，才稍有起色。〈Only In My Dreams〉在單曲榜上上升的速度相當緩慢，1987年9月5日終於來到它的最高成績第4名，僅停留一週後名次就開始下滑，這首單曲在榜內一共停留了28週時間，是黛比·吉布森待在榜內時間最久的單曲，幸好唱片公司特地安排黛比·吉布森做唱片宣傳的工作，才挽救了這首單曲，它最終在美銷售突破50萬張。〈Only In My Dreams〉在英國單曲榜最高成績為第11名。〈Only In My Dreams〉在1987年告示牌年終百大單曲榜名列第26名，該年度的最佳舞曲銷售則拿下年終冠軍。
鑒於首支單曲在市場上的反應不錯，黛比·吉布森終於在1987年8月18日推出首張個人錄音室專輯《出乎意料》（Out Of The Blue）。黛比·吉布森全程參與了這張專輯詞曲創作到錄音合聲甚至後製混音等工作，而當時美國樂壇上還少見像她這種創作型的年輕偶像歌手，結果《出乎意料》在唱片市場上一推出就受到矚目，它在告示牌專輯榜獲得第7名，專輯在美銷售量達到三白金，一個唱片界的新人能有如此成績，已經算是相當出色了。

《出乎意料》這張專輯除了收錄第4名的〈Only In My Dreams〉之外，其它單曲也都陸續的在排行榜上締造佳績。第二支推出的單曲〈Shake Your Love〉依舊是首青春洋溢的動感舞曲，它一路挺進TOP 5最高也是拿下第4名。和專輯同名單曲〈Out Of The Blue〉也是首活力四射的輕快舞曲，它拿下第3名。而在接連三首舞曲出擊之後，《出乎意料》所推出的第四首單曲〈Foolish Beat〉改主打唯美抒情歌曲。〈Foolish Beat〉在1988年4月23日進榜，首週成績為第57名，優美的旋律讓這首抒情佳作，在1988年6月25日登上告示牌單曲榜榜首位置，
〈Foolish Beat〉成為黛比·吉布森首支全美冠軍單曲，而她也成為了史上最年輕獨立創作製作的冠軍女歌手，這紀錄截至2016年為止尚無人超越。

黛比·吉布森憑著《出乎意料》所締造的成績，讓她進入了1988年告示牌多項的年終排行榜。1988年終百大專輯排名中《出乎意料》名列第7名。1988年終百大單曲排行榜中，黛比·吉布森一個人就佔了三席位置，分別是〈Shake Your Love〉第22名、〈Foolish Beat〉第32名以及〈Out Of The Blue〉第54名。

### 事業巔峰
黛比·吉布森的處女作讓她聲名大噪，成為美國時下年輕人崇拜的偶像歌手。在1989年1月底她發行個人第二張錄音室專輯《電子青年》（Electric Youth），和上一張專輯一樣，此次專輯中所有詞曲創作、編寫和錄製大多由黛比·吉布森一人包辦。《電子青年》在1989年1月底發行，2月11日隨即進入告示牌專輯榜，首週成績就站上第42名，才不到一個月時間，1989年3月11日迅速登上榜首寶座，同時還蟬連了5週冠軍，這張專輯在榜內共待了51週，全美銷售為雙白金。《電子青年》在英國專輯榜最高成績為第8名，是黛比·吉布森在該榜成績最好的專輯，它在1989年告示牌年終百大專輯排名中，位居第16名。在整個1980年代中，黛比·吉布森獲得5週冠軍的《電子青年》是僅次於瑪丹娜和惠妮·休斯頓兩位女藝人所締造的紀錄（寶拉·阿巴杜的《永遠是你的女孩》雖有10週冠軍，但有9週冠軍是在1990年代獲得）。
《電子青年》所推出的首支主打歌曲〈Lost In Your Eyes〉是首旋律優美的情歌，它在1989年1月21日進入告示牌單曲榜，首週成績為第42名，在經過一個多月時間的爬升，〈Lost In Your Eyes〉終於在1989年3月4日擊敗了寶拉·阿巴杜的〈Straight Up〉逕自登上單曲冠軍寶座並蟬連了三週，成為黛比·吉布森第二首全美冠軍單曲。《電子青年》專輯所推出的第二首單曲〈Electric Youth〉，它在單曲榜最高成績為第11名、〈No More Rhyme〉獲得第17名、〈We Could Be Together〉僅獲得第71名。在1989年告示牌年終百大單曲中，黛比·吉布森僅有一首歌入榜，三週冠軍單曲〈Lost In Your Eyes〉位於第13名。
〈Lost In Your Eyes〉、〈Electric Youth〉和〈We Could Be Together〉在英國單曲榜成績分別為第34名、第14名和第22名。

### 轉型之作
黛比·吉布森前兩張專輯，曲風多半是青春洋溢活力四射的流行歌曲，是以青少年為當時主要的消費市場。但在1990年黛比·吉布森甫年滿廿歲時推出個人第三張錄音室專輯《沒有不可能的事》（Anything Is Possible）中，隨處可見到黛比·吉布森想拋棄青少年偶像的包袱，急欲轉型的改變，她不想再只是唱輕快的流行舞曲，黛比·吉布森在這張新作品裡面增加了節奏藍調和爵士的元素，在唱腔上也轉為成熟。但首支同名單曲〈Anything Is Possible〉在推出之後，最高名次僅獲得第26名，而且不但單曲的成績如此，連專輯也僅獲得第41名，這都顯示出黛比·吉布森的改變沒有得到歌迷們的支持。另外，1993年的〈Losin Myself〉成了黛比吉布森最後一首進入排行榜的單曲，它僅獲得第86名。

### 近期動態
- 黛比·吉布森曾於2011年在當紅偶像凱蒂·佩芮（Katy Perry）的冠軍單曲〈Last Friday Night (T.G.I.F.)〉音樂錄影帶當中客串演出凱蒂的媽媽，影片爆笑風趣。

- 2011年黛比·吉布森和提芬妮共同主演了一部B級怪獸電影《巨蟒大戰恐鱷》，故事描述一個動物保護主義者（吉布森飾）偷偷將寵物店的緬甸巨蟒放進佛州沼澤地區，破壞了當地的生態平衡。為了保護自己喜愛的短吻鱷，當地的森林保護員（提芬妮飾）偷偷為注射快速生長激素，導致它們體型畸變，結果兩種動物將爆發一場激戰。

- 2014年12月，知名時尚雜誌《Glam'mag》評選出2014年全球共100位最性感女性，所有入選者均來自演藝圈、時尚圈以及運動圈裡高知名度女性。結果出爐，今年44歲的吉布森榮獲第一名，這也是吉布森連續第二年入選該項評比。

## 樂壇同時期競爭對手

### 提芬妮（Tiffany）
黛比·吉布森的名字經常被媒體把她跟另一位同時期的少女偶像提芬妮（Tiffany）綁在一起，後輩小甜甜布蘭妮（Britney Spears）和克莉絲汀（Christina Aguilera）之間的『瑜亮情結』如同她們的翻版。提芬妮出生1971年10月2日，年紀小黛比·吉布森1歲，16歲就推出首張個人專輯。提芬妮和黛比·吉布森兩人從年紀、成長背景一直到出道時間等等均相仿。
比起黛比·吉布森在樂壇上的成績，提芬妮有過之而無不及，她拿下個人第一首冠軍單曲時年僅16歲1個月，創下告示牌史上最年輕的冠軍單曲歌手紀錄（1987年11月7日，〈I Think We're Alone Now〉2週冠軍）。而提芬妮首張專輯在1988年1月23日獲得告示牌冠軍位置。提芬妮以獨特嗓音、多元化曲風和鄰家女孩般感覺成為個人獨特的魅力，黛比·吉布森則是以音樂創作才華和青春洋溢動感舞曲見長，兩人的特色賣點有明顯不同，也各自擁有屬於自己的粉絲歌迷。

### 瑪蒂卡（Martika）
瑪蒂卡本名Marta Marrero，出生於1969年5月18日，只比黛比·吉布森大一歲，她是一名古巴裔的歌手兼演員，因參演80年代美國兒童電視節目Kids Incorporated而聞名。瑪蒂卡的首張同名專輯《Martika》於1988年10月份發行，雖然專輯在Billboard 200榜上最高只有第15名，但其中一首描寫青少年與喀藥吸毒關係的單曲〈Toy Soldiers〉（玩具兵）在1989年7月22日拿下單曲榜兩週冠軍，它是瑪蒂卡唯一一首美國冠軍單曲，不過這個好成績也讓瑪蒂卡迅速的成名，讓她和黛比·吉布森以及提芬妮三人成為80年代末期最知名的青少年偶像。唯可惜的是，瑪蒂卡的演藝事業卻像是曇花一現，1991年瑪蒂卡發行第二張個人專輯《Martika's Kitchen》，專輯獲得第9名，同名單曲〈Martika's Kitchen〉在單曲榜得到第2名，另一首單曲〈Love... Thy Will Be Done〉也得到第10名，但瑪蒂卡的聲勢卻逐漸往下走，自此她也沒再發下一張個人專輯了。

## 音樂作品

### 專輯排行成績
| 年份 | 專輯                               | Billboard 200 | UK Albums |
| ---- | ---------------------------------- | ------------- | --------- |
| 1987 | Out Of The Blue                    | 7             | 26        |
| 1989 | Electric Youth                     | 1 (5週)       | 8         |
| 1990 | Anything Is Possible               | 41            | 69        |
| 1993 | Body Mind Soul                     | 109           | -         |
| 1995 | Think With Your Heart              | -             | -         |
| 1997 | Deborah                            | -             | -         |
| 2001 | M.Y.O.B.                           | -             | -         |
| 2003 | Colored Lights: The Broadway Album | -             | -         |
| 2010 | Ms. Vocalist                       | -             | -         |

### 單曲排行成績
- 只列出有進入英美單曲排行榜中的單曲

| 年份 | 歌曲                                                  | Billboard Hot 100 | UK Singles |
| ---- | ----------------------------------------------------- | ----------------- | ---------- |
| 1987 | Only In My Dreams                                     | 4                 | 11         |
| -    | Shake Your Love                                       | 4                 | 7          |
| 1988 | Out Of The Blue                                       | 3                 | 19         |
| -    | Foolish Beat                                          | 1                 | 9          |
| -    | Staying Together                                      | 22                | 53         |
| 1989 | Lost In Your Eyes                                     | 1 (3週)           | 34         |
| -    | Electric Youth                                        | 11                | 14         |
| -    | No More Rhyme                                         | 17                | -          |
| -    | We Could Be Together                                  | 71                | 22         |
| 1990 | Anything Is Possible                                  | 26                | 51         |
| 1993 | Losin' Myself                                         | 86                | -          |
| -    | Shock Your Mama                                       | -                 | 74         |
| 1995 | My Love Is For Real                                   | 28                | 28         |
| -    | You're The One That I Want Duet with Craig McLachlan) | -                 | 13         |